# Хикок, Ричард
Ри́чард Ю́джин „Дик“ Хи́кок (англ. Richard Eugene "Dick" Hickock, 6 июня 1931 года — 14 апреля 1965 года) — американский массовый убийца, казнённый за убийство семьи из четырёх человек, совершённое в 1959 году с сообщником Перри Смитом. Стал известным благодаря общению с Труманом Капоте, результатом чего стала книга последнего «Хладнокровное убийство».

## Биография
Ричард Юджин Хикок родился в Канзас-Сити, штат Канзас, в фермерской семье у Уолтера-старшего Юнис Хикоков. Он хорошо учился, увлекался спортом и в Старшей Школе Олате был одним из самых популярных учеников, но в 1950 году попал в автомобильную аварию, в результате чего стал инвалидом, получив травму головы, которая привела к небольшой кривизне его лица и асимметрии глаз. Он хотел поступить в колледж, но у его родителей не было денег, и он пошел работать слесарем. Он женился, но вскоре начал изменять своей жене, и измена вскрылась тогда, когда забеременела его любовница. Тогда он развёлся с женой и женился на любовнице, после чего у них родилось ещё двое детей, а затем и с ней он тоже развёлся. Вскоре он стал совершать мелкие преступления, вроде мошенничества или подделки чеков, и в итоге попал в тюрьму, где встретил Перри Смита, с которым обсудил план ограбления богатой семьи Клаттеров из Холкомба в штате Канзас.
Согласно Хикоку, идея ограбить Клаттеров у них со Смитом появилась после того, как сокамерник Хикока Флойд Уэллс, который в своё время батрачил у Клаттеров на ферме, сообщил ему, что в доме Клаттеров есть сейф с 10 000 долларов. 15 ноября 1959 года они сразу после полуночи ворвались в дом, но ничего не нашли. В результате, почти ничего не взяв, они убили отца семейства, его жену, сына и дочь. Труман Капоте в своей книге утверждает, что Хикок подумывал изнасиловать 16-летнюю Нэнси Клаттер, но Смит его остановил. 
30 декабря 1959 года Смит с Хикоком были арестованы в Лас-Вегасе. Смит признался, что перерезал горло Герберту Клаттеру. Хикок признался в убийстве сына Клаттеров. Осталось спорным: кто же убил женщин, мать и дочь Клаттер. В их убийстве подозревали в равной степени и Хикока и Смита. Приговором суда присяжных стала смертная казнь.

## Казнь
Перри Смит и Дик Хикок трижды избегали назначенной даты казни: 25 октября 1962 года, 8 августа 1963 и 18 февраля 1965. В марте 1965 Верховный Суд США постановил, что их жизни должны прерваться между полуночью и двумя часами утра в среду 14 апреля 1965 года. Оба преступника были повешены 14 апреля 1965 года на заднем дворе тюрьмы, где они содержались. Преступники собирались тянуть соломинку, чтобы узнать, кому идти первым, но Смит говорит, давайте в алфавитном порядке. Так и решили. На прощальную трапезу оба не сговариваясь заказали одно и то же: Креветки, чипсы, чесночные гренки, мороженое и землянику со сливками. Смит к еде не притронулся. Примерно за час до казни охранник сказал Дику: «Это будет самая длинная ночь в твоей жизни». В ответ Хикок рассмеялся и ответил: «Нет, самая короткая». Хикок умер первым в 0:41. «Люк открылся, и Хикок повис на целых двадцать минут, пока тюремный врач не сказал наконец: „Я объявляю этого человека мертвым“». По просьбе Смита, Трумен Капоте присутствовал на казни.

## В массовой культуре
- Трумен Капоте в своей книге «Хладнокровное убийство» описал преступление Смита и Хикока.
- В фильме «Хладнокровное убийство» (1967) персонажа Хикока сыграл Скотт Уилсон.
- В фильме «Капоте» (2005) персонажа Хикока сыграл Марк Пеллегрино.
- В фильме «Дурная слава» (2006) персонажа Хикока сыграл Ли Пейс.